# Nocardia pneumoniae
Espèce
Nocardia pneumoniae est une espèce de bactéries de la famille des Nocardiaceae.

## Taxonomie
Le nom correct complet (avec auteur) de ce taxon est Nocardia pneumoniae Kageyama et al. 2004.

### Étymologie
L'étymologie du nom spécifique de N. pneumoniae est la suivante : pneu.mo’ni.ae. N.L. gen. fem. n. pneumoniae, se réfère à la maladie pneumonie.